# 小池正彪

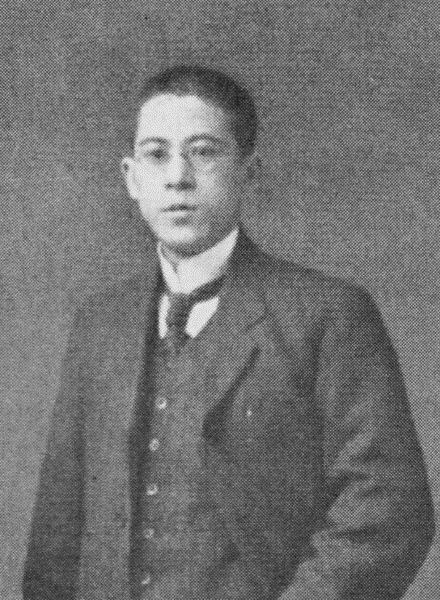
小池正彪

小池 正彪（こいけ まさとら、明治18年（1885年）10月2日 - 昭和36年（1961年）3月31日）は男爵・小池正直の次男。東京市小石川（現・東京都文京区小石川）出身。三井信託会長を経て、1943年に引責辞任した向井忠晴三井物産会長の後任に内定していた住井辰男が、健康上の理由で就任を辞退したため、急遽三井物産会長に就任した。1944年退任し三井本社・代表取締役常務理事に就任。戦後、公職追放となる。

## 略歴
- 1885年（明治18年）10月2日 -、日本陸軍軍医・小池正直の次男として生れる。
- 1909年（明治42年） - 東京帝国大学法科大学政治科を卒業。
  - 三井銀行（現・三井住友銀行）に入社。
- 1926年（昭和元年）[元号要検証] - 本店外国営業部部長に就任
- 三井銀行・常務
- 三井信託・会長
- 1943年（昭和18年）12月10日 - 三井物産・会長に就任
- 1944年（昭和19年）3月1日 - 三井本社・常務理事に就任
- 1961年（昭和36年）3月31日 - 死去する。享年76

## 家族親族
- 祖父：小池正敏 - 庄内藩医
- 父：小池正直 - 医学博士、陸軍軍医総監、貴族院議員、男爵
- 母：小池金子 - 長崎県士族・亀田佐記の次女
- 長女：小池郁子 - 福岡県士族 吉田良明 妻
- 次女：小池恵子 - 川本文夫 妻
- 三女：小池喜久子 - 岡本武雄 妻
- 長男：小池正宣 - 銀行員。岳父に広岡久右衛門 (10代目)
- 次男：小池正邦
- 姉：小池貞子 - 北島多一（第2代日本医師会会長） 妻
- 兄：小池正晁 - 医学博士、陸軍軍医総監、貴族院議員、男爵
- 義姉：小池順子 - 瀬川昌耆（医学博士）の次女
- 弟：小池正教 - 農学士
- 妹：小池泰子 - 井内勇（朝鮮銀行理事） 妻
- 弟：小池正朝 - 順天堂大学医学部教授、江東病院長

## 参考資料
- 1987年（昭和62年） - 『昭和人名辞典』 高野義夫